# 寺崎町 (名古屋市)
寺崎町（てらさきちょう）は、愛知県名古屋市南区の地名。丁番を持たない単独町名である。住居表示実施。

## 地理
名古屋市南区北部に位置する。東は鳥栖一丁目・桜台一丁目、西は呼続、北は菊住二丁目に接する。

## 歴史

### 町名の由来
呼続町の字山崎・山寺・海蔵寺の各一文字を組み合わせた命名であるという。字山崎については当地が台地の先端であり、断崖絶壁になっていたことによるといい、字海蔵寺についてはかつて当地に同名の寺が所在していたことによるという。

### 沿革
- 1943年（昭和18年）
  - 1月15日 - 南区呼続町の一部により、同区寺崎町が成立する[1]。
  - 9月20日 - 呼続町の一部を編入する[1]。
- 1946年（昭和21年）11月11日 - 呼続町の一部を編入する[1]。
- 1979年（昭和54年）4月30日 - 呼続町の一部を編入する[1]。
- 1986年（昭和61年）9月16日 - 桜本町・新郊通・宮崎通の各一部を編入する[1]。

## 世帯数と人口
2019年（平成31年）4月1日現在の世帯数と人口は以下の通りである。
| 町丁   | 世帯数  | 人口  |
| ------ | ------- | ----- |
| 寺崎町 | 385世帯 | 798人 |

### 人口の変遷
国勢調査による人口の推移
| 2000年（平成12年） | 923人 | [ WEB 6 ] |  |
| 2005年（平成17年） | 861人 | [ WEB 7 ] |  |
| 2010年（平成22年） | 809人 | [ WEB 8 ] |  |
| 2015年（平成27年） | 725人 | [ WEB 9 ] |  |

## 学区
市立小・中学校に通う場合、学校等は以下の通りとなる。また、公立高等学校に通う場合の学区は以下の通りとなる。なお、小・中学校は学校選択制度を導入しておらず、番毎で各学校に指定されている。
| 小学校                                                       | 中学校                                    | 高等学校 |
| ------------------------------------------------------------ | ----------------------------------------- | -------- |
| 名古屋市立呼続小学校 名古屋市立桜小学校 名古屋市立菊住小学校 | 名古屋市立新郊中学校 名古屋市立桜田中学校 | 尾張学区 |

## 交通
- 名古屋市道名古屋環状線[3]
- 名古屋市道東海橋線（東海通）[3]

## 施設
- 真宗大谷派永勝寺[2]
- 名古屋桜郵便局[2]
- 三十三銀行新郊通支店[2]
- 桜百貨センター[2]

## その他

### 日本郵便
- 郵便番号 : 457-0013[WEB 3]（集配局：名古屋南郵便局[WEB 12]）。

### WEB
1. ↑  “愛知県名古屋市南区の町丁・字一覧”.   人口統計ラボ. 2017年10月7日閲覧。
2. 1 2  “町・丁目(大字)別、年齢(10歳階級)別公簿人口(全市・区別)”.   名古屋市 (2019年4月22日). 2019年4月23日閲覧。
3. 1 2  “郵便番号”.  日本郵便. 2019年3月17日閲覧。
4. ↑  “市外局番の一覧”.   総務省. 2019年1月6日閲覧。
5. ↑  名古屋市役所市民経済局地域振興部住民課町名表示係 (2015年10月21日). “南区の町名一覧”.   名古屋市. 2017年10月7日閲覧。
6. ↑  名古屋市役所総務局企画部統計課統計係 (2005年7月1日). “（刊行物）名古屋の町(大字)・丁目別人口 (平成12年国勢調査) 南区” (XLS). 2017年10月8日閲覧。
7. ↑  名古屋市役所総務局企画部統計課統計係 (2007年6月29日). “平成17年国勢調査　名古屋の町(大字)別・年齢別人口 南区” (XLS). 2017年10月8日閲覧。
8. ↑  名古屋市役所総務局企画部統計課統計係 (2012年6月29日). “平成22年国勢調査　名古屋の町(大字)別・年齢別人口 南区” (XLS). 2017年10月8日閲覧。
9. ↑  名古屋市役所総務局企画部統計課統計係 (2017年7月7日). “平成27年国勢調査　名古屋の町(大字)別・年齢別人口” (XLS). 2017年10月8日閲覧。
10. ↑  “市立小・中学校の通学区域一覧”.   名古屋市 (2018年11月10日). 2019年1月14日閲覧。
11. ↑  “平成29年度以降の愛知県公立高等学校（全日制課程）入学者選抜における通学区域並びに群及びグループ分け案について”.   愛知県教育委員会 (2015年2月16日). 2019年1月14日閲覧。
12. ↑  “郵便番号簿 2018年度版” (PDF).   日本郵便. 2019年4月23日閲覧。

### 文献
1. 1 2 3 4 5 6  名古屋市計画局 1992, p. 850.
2. 1 2 3 4 5 6  「角川日本地名大辞典」編纂委員会 1989, p. 1542.
3. 1 2 3 4  名古屋市計画局 1992, p. 572.